# Lisa Egberts
Lisa Egberts (Nijmegen, 3 december 2001) is een Nederlandse rugbyspeelster. Ze vertegenwoordigt Nederland in de damesselectie voor rugby 15s en heeft eerder deelgenomen aan de jeugdselectie voor rugby 7s.
In 2025 neemt zij als cursist deel aan het televisieprogramma Kamp Van Koningsbrugge.

## Biografie
Lisa Egberts werd geboren in Nijmegen en begon op jonge leeftijd met rugby. Ze volgde haar opleiding aan de Rugby Academy Zuid en later aan de Rugby Academy Oost, waar ze haar talent verder ontwikkelde.

## Carrière

### Nederland
Egberts speelde in Nederland voor NRC The Wasps en The Dukes, en maakte deel uit van de nationale jeugdselectie voor rugby 7s. Momenteel is ze actief in de Nederlandse damesselectie voor rugby 15s.

### Nieuw-Zeeland
Op basis van een rugbybeurs vertrok Egberts naar Nieuw-Zeeland, waar ze trainde bij de Inside Running Academy. Tijdens haar verblijf verscheen ze ook op televisie. Ze speelde voor de Mount Maunganui Rugby Club. Daarnaast nam ze deel aan het Bay of Plenty High Performance Programma en speelde in de Farah Palmer Cup voor Bay of Plenty. In 2021 werd ze uitgeroepen tot Bay of Plenty Rugby Awards Female Player of The Year winnaar.

### Internationaal
Egberts heeft gespeeld voor clubs in onder andere Nieuw-Zeeland, Hongkong, Spanje en komt uit voor diverse internationale 7s-toernooien in Engeland. In 2018 werd ze geselecteerd voor het EK Rugby Sevens U18. In 2025 werd ze geselecteerd voor het EK Rugby 15s.